# Международный союз деятелей эстрадного искусства
Междунаро́дный сою́з де́ятелей эстра́дного иску́сства (сокр. МСДЭИ) — общественная организация, профессиональный союз представителей творческих профессий: эстрадных артистов, художников, режиссёров, продюсеров из России, Белоруссии и Украины.

## Цели и задачи организации
- Развитие творческого потенциала и профессионального роста членов Союза;
- Содействие становлению творческой молодёжи;
- Участие в разработке проектов и программ по сохранению и развитию основных направлений эстрадного искусства;
- Содействие в решении вопросов социальной защиты и помощи ветеранам эстрады.

## История образования
Организация основана в 1989 году Махмудом Эсамбаевым, Героем Социалистического труда, народным артистом СССР, академиком Международной академии танца, который вплоть до своей кончины в 2000-м году являлся президентом этой организации.

## Президиум
Президент: Петр Шаболтай, генеральный директор Государственного Кремлёвского дворца, народный артист РФ, профессор.
Первый вице-президент: Виктор Моисеев, заслуженный работник культуры.

### Вице-президенты
- Юрий Антонов, народный артист России, композитор;
- Евгений Петросян, народный артист России;
- Ирина Осинцова, народная артистка России, заслуженный деятель искусств РФ;
- Александр Петухов, заслуженный деятель искусств РФ;
- Юрий Маликов, народный артист России;
- Игорь Гранов, заслуженный артист РСФСР;
- Виктор Герасимов, президент Ассоциации эстрадных деятелей Украины;
- Алексей Крикунов, заслуженный работник культуры РФ.

В разные годы вице-президентами Союза являлись деятели эстрадного искусства Иоаким Шароев, Борис Гительман-Наумов,
Борис Брунов, Олег Лундстрем, Юрий Саульский,Павел Слободкин.

## Состав правления
- Надежда Бабкина, народная артистка РФ;
- Лариса Долина, народная артистка РФ;
- Филипп Киркоров, народный артист РФ;
- Валерий Леонтьев, народный артист РФ;
- Елизавета Уварова, профессор, доктор искусств;
- Георгий Мамиконов, заслуженный артист РФ;
- Виктор Зима, заслуженный артист РФ;
- Юрий Матвеев, заслуженный артист РФ;
- Ирина Аллегрова, народная артистка РФ;.
- Валерия, народная артистка РФ;

## Достижения
По ходатайству МСДЭИ более тридцати артистов эстрады получили почётные звания:
- «народный артист Российской Федерации»;
- «заслуженный деятель искусств Российской Федерации»;
- «заслуженный артист Российской Федерации»;
- «заслуженный работник культуры Российской Федерации».

Государственная премия РФ, премия Президента РФ и премия мэрии Москвы присуждены пятерым членам союза.

## Источник
- Т. Ю. Смирнягина. В мире цирка и эстрады. Энциклопедия.
- Официальный сайт союза